# Natação nos Jogos Pan-Americanos de 1999 - 200 m costas masculino
O evento dos 200 m costas masculino nos Jogos Pan-Americanos de 1999 foi realizado em Winnipeg, Canadá, em 4 de agosto de 1999. O último campeão dos Jogos Pan-Americanos foi Brad Bridgewater, dos Estados Unidos.
Essa corrida consistiu em quatro voltas em nado costas em piscina olímpica.

## Resultados
Todos os tempos estão em minutos e segundos.
| CHAVE: | q | Mais rápidos não-classificados | Q | Classificados | GR | Recorde dos jogos | NR | Recorde nacional | PB | Melhor marca pessoal | SB | Melhor marca na temporada |

### Eliminatórias
A primeira fase foi realizada em 4 de agosto.
| Posição | Nome          | Nação              | Tempo   | Notas |
| ------- | ------------- | ------------------ | ------- | ----- |
| 1       | Aaron Peirsol | USA Estados Unidos | 2:00.39 | Q     |
| 2       | Dan Shevchik  | USA Estados Unidos | 2:01.58 | Q     |
| 3       | –             | –                  | –       | Q     |
| 4       | –             | –                  | –       | Q     |
| 5       | –             | –                  | –       | Q     |
| 6       | –             | –                  | –       | Q     |
| 7       | –             | –                  | –       | Q     |
| 8       | –             | –                  | –       | Q     |

### Final B
A final B foi realizada em 4 de agosto.

| Posição | Nome            | Nação                        | Tempo   | Notas |
| ------- | --------------- | ---------------------------- | ------- | ----- |
| 9       | George Bovell   | TRI Trinidad e Tobago        | 2:06.64 |       |
| 10      | George Gleason  | ISV Ilhas Virgens Americanas | 2:09.27 |       |
| 11      | Diego Gallo     | URU Uruguai                  | 2:11.40 |       |
| 12      | Daniel Casey    | ECU Equador                  | 2:12.17 |       |
| 13      | E.A. Gil        | ESA El Salvador              | 2:12.97 |       |
| 14      | G.J. Vera       | PAR Paraguai                 | 2:14.17 |       |
| 15      | Natthew Hammond | BER Bermudas                 | 2:17.54 |       |

### Final A
A final A foi realizada em 4 de agosto.
| Posição           | Nome               | Nação              | Tempo   | Notas  |
| ----------------- | ------------------ | ------------------ | ------- | ------ |
| Medalha de ouro   | Leonardo Costa     | BRA Brasil         | 1:59.33 | GR, SA |
| Medalha de prata  | Aaron Peirsol      | USA Estados Unidos | 1:59.77 |        |
| Medalha de bronze | Dan Shevchik       | USA Estados Unidos | 2:00.27 |        |
| 4                 | Dustin Hersee      | CAN Canadá         | 2:01.30 |        |
| 5                 | Mark Versfeld      | CAN Canadá         | 2:03.52 |        |
| 6                 | Alejandro Bermúdez | COL Colômbia       | 2:03.73 |        |
| 7                 | Neisser Bent       | CUB Cuba           | 2:04.06 |        |
| 8                 | Mike Fung-A-Wing   | SUR Suriname       | 2:08.70 |        |